# Nabilla Benattia
Nabilla Leona Benattia meest bekend onder haar voornaam Nabilla, (Ambilly, 5 februari 1992) is een Frans fotomodel en realityshowster. Ze is vooral bekend geworden door haar optreden in het programma Les Anges de la Téléréalité, alwaar ze notoriëteit opbouwde met gevleugelde uitspraken zoals "Non mais allô quoi!" hetgeen op het Franstalig deel van het internet een flinke buzz bewerkstelligde.
Ze is in 2016 tot een gevangenisstraf veroordeeld wegens het neersteken van haar partner, Thomas Vergara. Dit weerhield haar er echter niet van om in 2021 opnieuw met hem in het huwelijk te treden. Het huwelijk, op het kasteel van Chantilly, en de voorbereidingen, worden gefilmd voor een serie op Amazon Prime. 

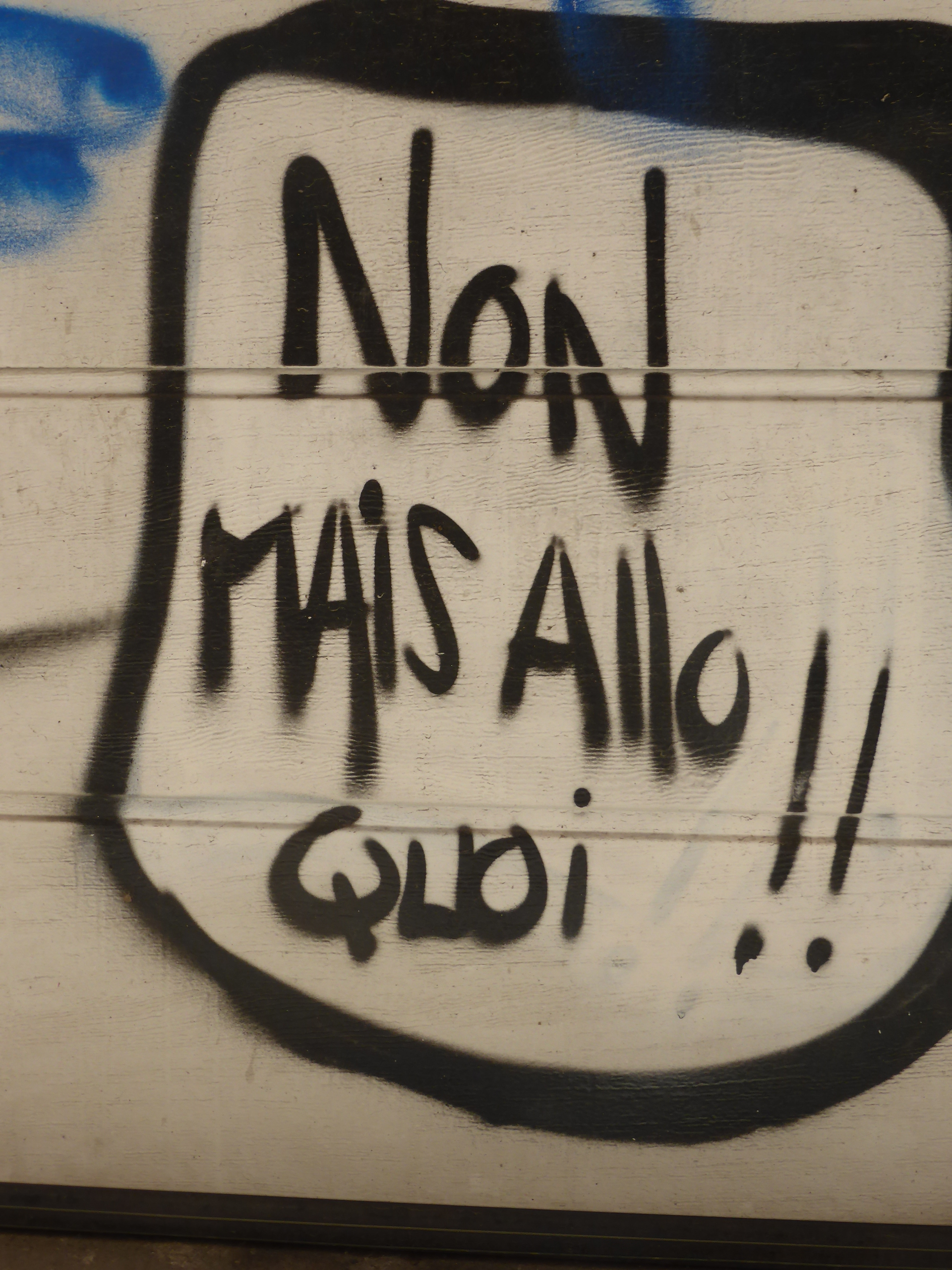
Graffiti op een muur in Perpignan

- Bibliothèque nationale de France: cb166980166 (data)
- Gemeinsame Normdatei: 1133513921
- International Standard Name Identifier: 0000 0004 1647 4104
- Système universitaire de documentation: 192633589
- Virtual International Authority File: 304926434
- WorldCat: E39PBJgmRgb9YTtDbGxgDHYpT3